# Нагорний Іван Остапович
Іван Євстафійович (Остапович, Єлисейович) Нагорний (1888 — 1942) — голова Бахмутського повітового земельного комітету (1917), голова Бахмутського, Старобільського, Куп'янського окрвиконкомів, член ВУЦВК.

## Біографія
Народився в сім'ї селянина-середняка, у 1901 році закінчив 3-х класну земську школу. Дуже обдарованим, з винятковою пам'яттю і блискучими математичними здібностями, але з поганим зором, відданий «у хлопчики» на Голубовську копальню в контору Максимовського, потім переведений у лавку прикажчиком. Там він знайомиться з революційними ідеями.
У 1911 році Нагорний переходить на роботу в кооператив в село 14-а Рота (Троїцьке), в 1913 році переїздить в Покровське для організації конспіративного опорного пункту більшовиків. Керівники порадили Нагорному зайнятися торгівлею книгами у хаті Литовченка в центрі села, він створив бібліотеку.
Нагорний, як член опікунської шкільної ради, допомагав прискорити будівництво другого будинку земської школи, перенесення в 1916 році старої будівлі земської школи на хутір Отаманське.
Навесні 1917 р. обраний головою Бахмуського повітового земельного комітету, а також заступником голови повітової ради селянських депутатів. Одночасно працював у шкільному відділі повітової управи.
Паралельно став активістом РСДРП(б).
Влада села Покровського Бахмутського повіту послали спеціальне прохання Тимчасовому уряду про арешт Нагорного: «У нас у селі Покровське більшовик I.О.Нагорний, який іде проти Тимчасового Уряду; вчора одверто виступав у нас у селі на мітингові, тому його треба негайно заарештувати. Ми й самі б могли заарештувати, так Нагорний великий начальник — заступник голови повітового виконкому ради селянських депутатов, голова повітового земельного комітету, живе в Бахмуті, а до села наіздіть лиш тимчасово, пришліть когось-небудь з центру й заарештуйте».
Однак прохання не було почуте і Нагорний продовжував свою діяльність.
У січні 1918 року Нагірного обрали комісаром по земельних справах при Бахмутському повітовому виконкомі рад робітничих, селянських і солдатських депутатів.
З приходом австро німецьких військ в Бахмут навесні 1918 Нагорного заарештували і відправили спочатку в Бахмутську і Катеринославську в'язницю, а потім в Брест-Литовську, звідки він повернувся тільки у грудні 1918 року.
Після звільнення з Брест-Литовської в'язниці повертається до Бахмуту. Активно займається роботою в більшовицькій партії, стає на чолі різноманітних більшовицьких органів влади.
У грудні 1919 р. стає на чолі Бахмутського повітового ревкому, у 1920 р. очолив Бахмутський повітовий земельний відділ.
Займав посади члена Донецького Губвиконкому, члена Колегії Донецького Губземвідділу, Головою Бахмутської Окружної сільгоспкооперації, головою Бахмутського (1924—1925), Старобільського Окрвиконкому (1926—1927), Куп'янського (1929—1930) окрвиконкомів, інструктором Всеукраїнського Центрального виконавчого комітету по групі міських Рад.
До лютого 1931 р. працював начальником 6 будівельного району станції Ясинувата. Заарештований 2 лютого 1931 р. 29 травня 1931 р. засуджений до 5 років ув'язнення.
Після відбуття покарання повернувся до партійної та політичної роботи. Нагорний обирався членом Всеукраїнського Центрального Виконавчого Комітету на IX, X, XI і XII з'їздах Рад України.
Автор спогадів «Бахмут в годы революции».